# José María Fagoaga
José María Fagoaga Liyzaur (Rentería, 1764 - Ciudad de México, 27 de enero de 1837) fue un insurgente vasco que participó en las luchas de México por independizarse de España.

## Biografía
Fue hijo de Juan Bautista Fagoaga y Arozqueta y de María Manuela de Liyzaur y Aguirre.
Después de la invasión napoleónica en España, en 1808 José María y sus primos José Francisco Fagoaga Villaurrutia (segundo marqués del apartado) y Francisco Fagoaga Villaurrutia, «apoyaron la idea de que la Nueva España debía desligarse de una monarquía incierta».
En 1813 José María fue acusado por el virrey Félix María Calleja por mantener correspondencia con los insurgentes, por lo cual en 1815 fue enviado a prisión, y posteriormente fue desterrado a España; volvió en 1820 y fue uno de los notables que firmaron el acta de Independencia de México. Formó parte de la Junta Provisional Gubernativa, y fue uno de los fundadores de la masonería en México. No tardó en ser puesto nuevamente en prisión acusado de conspirar en contra del emperador Agustín de Iturbide, más adelante fue expulsado del país a causa de su origen español, pero consiguió volver una vez más y desempeñó importantes cargos hasta su muerte.

## Vida
Hijo de criollos y nacido en el país vasco, José María pertenecía a una de las familias más ricas y poderosas de la aristocracia novohispana, cuya influencia se debió principalmente a las inversiones en minas, tiendas, y la banca.
A los 8 años de edad fue trasladado a la Ciudad de México, en donde realizó su educación y carrera literaria, estudió en el Colegio de San Juan de Letrán y de San Ildelfonso. Se examinó de Abogado en la Real Audiencia y fue examinador del Ilustre Colegio de Abogados. Desde muy joven estuvo en contacto con las ideas liberales desarrolladas en Inglaterra, lo que le llevó a interesarse por la política. Asistía a reuniones y tertulias y fue regidor del Ayuntamiento de México. Además de pertenecer a la logia Escocesa.
José María contrajo matrimonio el 17 de mayo de 1801 con su prima hermana Josefa María Fagoaga Villaurrutia, hija de Francisco Cayetano Manuel de Fagoaga de Arozqueta, también conocido como el primer marqués del Apartado. Fue padre de Josefa Juana de Bautista de Fagoaga y Fagoaga; Elena Fagoaga y Fagoaga, María de la Merced Lina Josefa Fagoaga y Fagoaga; María Dolores Julia Josefa Fagoaga y Fagoaga. La primera y la última no tuvieron descendencia

## La familia Fagoaga en la Nueva España
La familia Fagoaga tuvo su inicio con la llegada del inmigrante Vasco Francisco de Fagoaga Iragorry (1679-1736) originario de Oyarzun; se dedicó al oficio de apartador de la Casa de Moneda, y era tal su destreza que se convirtió en un gran perito en la materia llegando a redactar 2 libros al respecto.
La familia Fagoaga, una de las más ricas del México colonial, a fines del siglo XVIII y principios del XIX, tuvo un muy interesante, aunque poco conocido papel en la lucha por la Independencia no sólo de México, sino de toda Latinoamérica. Sabemos que algunos miembros de esta familia estuvieron en la capital del Imperio Británico a partir de 1809 y ahí se involucraron con el movimiento independentista del Precursor Francisco de Miranda y de la Logia Lautaro, asimismo estaban involucrados miembros de esta familia en movimientos dentro de la Nueva España a favor de la Independencia.
Francisco de Fagoaga contrajo nupcias con la dama criolla Josefa de Arozqueta, hija de Juan Bautista de Arozqueta, quien tenía interés en el negocio de importación y exportación, además de ser poseedor de minas y haciendas alrededor de Zacatecas. A partir de ese momento se inició la tradición de los Fagoaga de casarse sólo entre familias poderosas.
De los hijos de Francisco Fagoaga el más conocido es Francisco Cayetano Manuel Fagoaga y Arozqueta (1724-1799), quien fue el “apartador de oro y plata” desde 1718 hasta 1778, el rey de España, Carlos III le otorgó el título de marqués del Apartado en 1772. Junto a su hermano Juan Bautista Fagoaga y Arozqueta (1727-1804), heredaron el éxito de su padre en los negocios. Otros hijos fueron José Joaquín Felipe Fagoaga y Arozqueta (1720-1776); Agustina María, Ana Javiera y Juana María.
En la última década del siglo XVIII se dio un auge espectacular en la mina de Pabellón, en Sombrerete, Zacatecas misma que convirtió a los hermanos Fagoaga en los particulares más ricos de México. Consolidándose con una de las familias más importantes de la minería novohispana.
El Primer marqués del Apartado se casó en 1772 con María Magdalena Villaurrutia. Sus hijos fueron María Josefa Fagoaga Villaurrutia (1772), Josefa María Fagoaga Villaurrutia (1775), José Francisco Fagoaga Villaurrutia (1783) nombrado Segundo marqués del Apartado, y por último a Francisco Fagoaga Villaurrutia (1788).
Juan Bautista Fagoaga se casó con María Manuela Leyzaur. Teniendo como hijos a José Mariano Fagoaga Leyzaur quien sería el administrador general del Tribunal Minero, José Juan Fagoaga Leyzaurs quien ocuparía el cargo de alcalde del Ayuntamiento de México; Manuela Fagoaga Leyzaur, Josefa Jacinta Fagoaga Leyzaur, Josefa Ramona Fagoaga Leyzaur y José María Fagoaga Leyzaur.

## José María Fagoaga y el autonomismo novohispano
En mayo de 1808 Napoleón Bonaparte hizo prisioneros a la familia real, dejando sin rey a las colonias americanas, a causa de esto nació la incertidumbre en las autoridades del virreinato novohispano en relación con seguir bajo el mandato de España; Los conservadores quería que se reconociera el poder de la Junta de Sevilla; Por otro lado casi todos los integrantes del Ayuntamiento de México sostenían que era necesaria la formación de una Junta Novohispana que gobernara hasta que Fernando VII asumiera el poder en la península.
Ente este hecho la familia Fagoaga dejó un poco de lado sus haciendas y minas para involucrarse en la vida política de la Colonia, dividiendo a la familia en 2 posturas en donde el primer Marqués del Apartado, José Mariano Fagoaga Leyzaur y José Juan Fagoaga Leyzaur fueron partidarios de obedecer a la Junta de Sevilla y ser fieles a la Corona. Mientras que José María Fagoaga Leyzaur y sus primos Francisco Fagoaga Villaurrutia y el segundo Marqués del Apartado apoyaban el establecimiento de la Junta Gobernativa durante la cautividad de Fernando VII.
En 1811 se descubrió una conspiración encabezada por Mariana Rodríguez del Toro en contra del virrey Francisco Xavier Venegas; vinculando a José María como uno de los personajes que compondrían el nuevo gobierno, además de Francisco Fagoaga Villaurrutia y el segundo Marqués del Apartado estos dos últimos escaparon a Londres; José María permaneció en la Ciudad de México con el fin de no descuidar sus propiedades y negocios, además de estar al tanto de los eventos que podrían afectarlo a él o a su familia.
Cuando Fernando VII derogó la Constitución de Cádiz, el entonces virrey Félix María Calleja aprovechó la situación para perseguir a cualquier persona sospechosa de ser partidaria de la  Independencia, tal era el caso de José María quien tenía diversas acusaciones por apoyar a los insurgentes, y se sospechaba tener fuertes vínculos con los sociedad secreta de los Guadalupes, que prestaban ayuda a los insurgentes, donde estos reconocían a Fagoaga como un hombre de bien, adepto a su causa, pero al mismo tiempo como un gachupín partidario de Calleja.
En 1815 se realizaron elecciones y se eligieron a José María Fagoaga y a José Miguel Guridi como diputados que figuraran el nombre de la Nueva España en las Cortes de Cádiz, sin embargo esto no se realizó debido al regreso de Fernando VII al trono de España y con él la restauración del absolutismo. Además debido a todas las pruebas y denuncias en contra de José María, el virrey Calleja lo denunció como un enemigo de España; siendo encarcelado el 28 de febrero por el crimen de deslealtad y posteriormente desterrado a España el 2 de marzo. Por lo que su esposa se encargaría de sus bienes al momento de su destierro.

## Regreso de José María Fagoaga a México, y conflictos con el Imperio

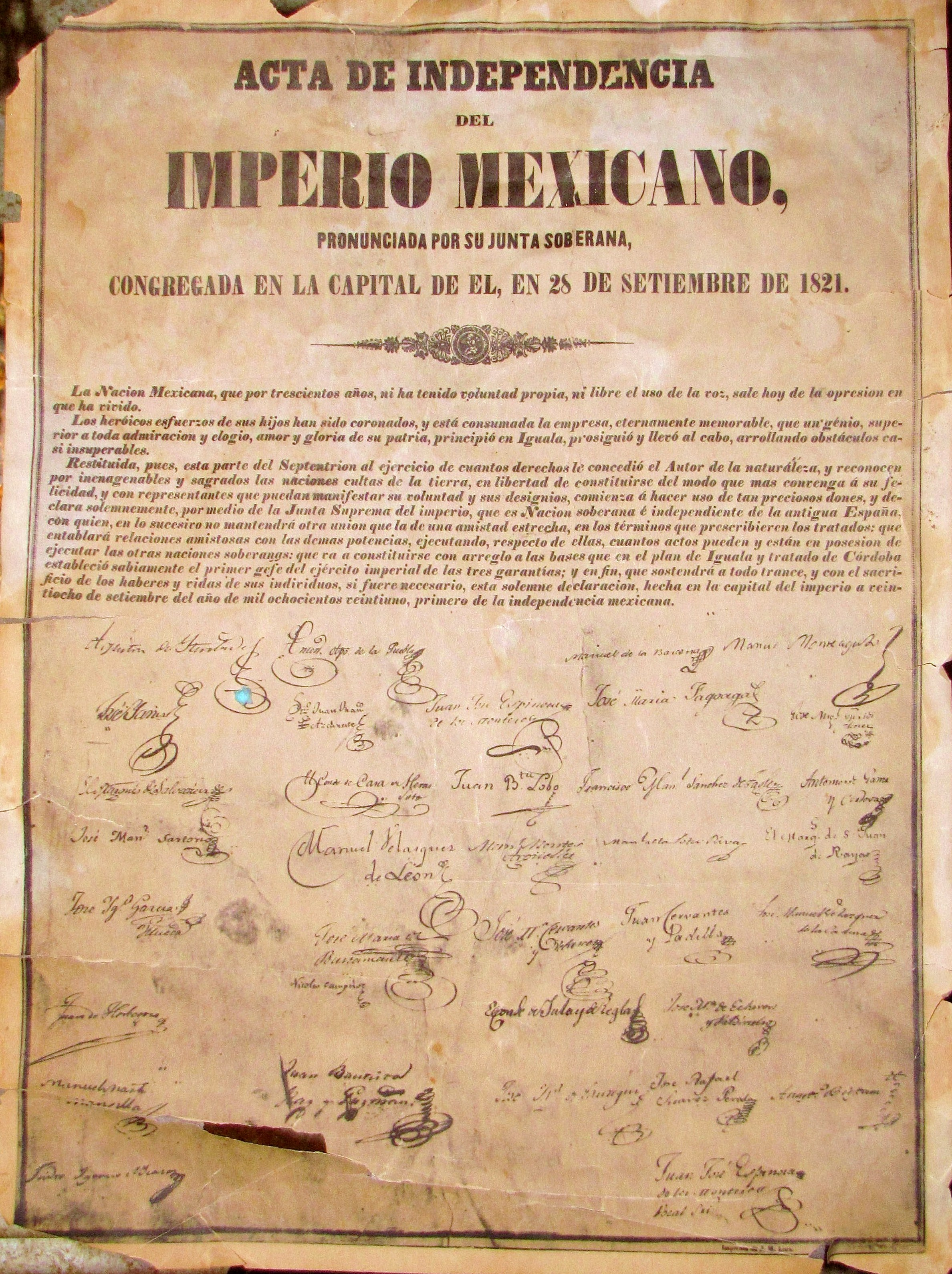
José María Fagoaga fue uno de los que firmaron el Acta de Independencia del Imperio mexicano.

El destierro le permitió reunirse con su primo y cuñado José Francisco Fagoaga Villaurrutia y con Lucas Alamán en Cuba, después de ello emprendieron su viaje a Europa; en donde de 1815 a 1819 efectuaron un enriquecedor periplo. Gracias a la ayuda de Lucas Alamán quien consiguió el permiso de las autoridades competentes, José María retornó a México, tocando suelo veracruzano en febrero de 1820.
El restablecimiento de la  Constitución Española a partir del movimiento de Rafael de Riego en 1820, ponía en peligro los intereses de las clases más poderosas de la Nueva España quienes vieron la necesidad de separarse de la península. Esto permitió que Fagoaga tuviera una mayor participación en el terreno político. En ese mismo año fue elegido miembro de la diputación provincial y al proclamarse el Plan de Iguala, José María era una de las personas propuestas por Agustín de Iturbide para formar una Junta Gobernativa.
José María Fagoaga fue uno de los Ilustres que firmaron el Acta de Independencia, y una vez consumada esta, Fagoaga se convirtió en uno de los 38 miembros que conformaban la Junta Provisional Gubernativa, misma que presidió antes de ser sustituida por el Primer Congreso Mexicano.
Iturbide fue propuesto como presidente de la Junta Gobernativa, a lo cual Fagoaga se opuso sosteniendo que dos funciones no podían recaer en la misma persona, ya que desaparecería la distinción entre los poderes ejecutivo y legislativo. Iturbide consideró tal oposición como una enemistad que le profesaba Fagoaga.
Como miembro y después como presidente de la Junta Provisional, ayudó en algunas comisiones que dictaminaron asuntos importantes, dentro de los que podemos mencionar la reducción de impuestos al sector minero y la abolición de la esclavitud.
Ya en el Congreso Fagoaga continuó perteneciendo al partido de oposición contra Iturbide, mismo que tenía frecuentes choques con el congreso. Don José María presidía una comisión en el congreso encargada de ofrecer la corona al príncipe más idóneo, pero nunca llegó a presentar un dictamen. La elección de Iturbide como emperador de México fue un duro golpe para Fagoaga, ya que cancelaba la posibilidad de llevar a la práctica el proyecto Commonwealth, en donde se pensaba en una forma de autonomía y no en una independencia total de España.
La puga contra el emperador continuó, y al descubrirse una conspiración en contra del gobierno iturbidista, apresaron a José María y varios diputados desafectos a Iturbide, aunque después fueron liberados.
Miguel Santa María desplegó una gran actividad en contra del emperador Iturbide, su casa era el centro de las conspiraciones y una de las personas que acudían a las reuniones era José María Fagoaga. El gobierno pretendió expulsar a Santa María. Sin embargo, se unió a Antonio López de Santa Anna, y le redactó el  Plan de Veracruz.
A la caída del efímero imperio, Fagoaga y José María Becerra fueron los únicos que se opusieron con el congreso a derogar el plan derogar el Plan de Iguala. 
«Seguramente porque Fagoaga seguía pensando en la posibilidad de traer a gobernar a nuestro país a un príncipe de la casa reinante en España».
Después de ello se generaría un importante conflicto en torno a la actividad política de las logias masónicas, es decir entre el grupo escocés, y el grupo yorkino, en donde estos últimos acusaban al partido escocés de aristócratas, desorganizadores, y de estar compuestos en su mayoría por gachupines enemigos. Así, se dio una lucha sin cuartel entre escoceses y yorkinos, y debido al predominio yorkino en el congreso, fue que en 1827 se promulgarían leyes para la expulsión de los españoles. En virtud a estas, José María Fagoaga tuvo que salir del país.
En 1829, con el fracaso de la reconquista española, el grupo escocés demostró estar en favor de la independencia de México, con lo cual José María pudo regresar nuevamente hacia 1831. Debido a su experiencia, brindó importantes aportaciones en materia política.
En 1835 el Gobierno Mexicano decidió establecer una Academia Nacional de Historia en la cual designaroan a Fagoaga como su presidente.
«A este ilustre personaje se le considera como uno de los fundadores del liberalismo moderado mexicano, esto debido a su postura una vez alcanzada la independencia».